# 溫徹斯特步槍
溫徹斯特步槍（Winchester Rifle），有時亦稱溫徹斯特連發步槍（Winchester Repeating Rifle），是由美國溫徹斯特連發武器公司研製及生產的一系列步槍，這些步槍採用槓桿式槍機操作，並曾廣泛出現在舊西部時期。
由於溫徹斯特連發武器公司也有生產槓桿式設計以外的步槍（例如：溫徹斯特M70就是一款旋轉後拉式槍機步槍），因此“溫徹斯特步槍”一詞所代表的不一定是槓桿式步槍。

## 設計及歷史
1848年，美國人沃爾特·亨特開發出一種採用兩個槓桿和複雜的接駁裝置運作、發射被稱為“火箭球”的金屬彈丸，以內置式管狀彈倉供彈的“意志連珠步槍”（Volition Repeating Rifle），可説是槓桿式步槍的原型。但由於亨特的設計被認為是過於脆弱和不切實際，因此並没有取得成功。次年，劉易斯·詹寧斯收購亨特的設計專利，研製出一種結構依然複雜，但設計概念上更加實際的步槍，它們曾由羅賓斯和勞倫斯公司（Robbins & Lawrence）少量生產，直到1852年停產。後來，霍勒斯·史密斯和丹尼爾·威森兩人收購了詹寧斯的設計進行改良，他們及數名投資者更於1855年成立了火山連發武器公司，以商業銷售史密斯改良自詹寧斯的武器，以及後來的火山連珠步槍和火山連珠手槍。其中史密斯在火山步槍上採用了其設計的金屬殼定裝彈，並在不久研製出世界上最初的金屬殼凸緣式底火彈藥，是為.22短彈。儘管火山步槍在當時於技術上相當先進，卻没有取得巨大成功。這得歸因於其發射的.25及.32口徑“火箭球”彈藥可靠性及威力不足，難以跟其他廠商的大口徑武器作競爭的原故。而威森於火山公司成立八個月後便離開了，以開創史密斯威森公司。火山武器公司其後於1856年搬到紐黑文，並在年底陷入財政困難。公司最大的股東奧利弗·溫徹斯特收購了所有資產，並於1857年4月改組為紐黑文武器公司。期間，本傑明·泰勒·亨利繼續改良史密斯設計的彈藥，衍生出威力更强的大口徑槍彈，是為.44亨利彈。他嘗試把這種彈藥運用在先前的火山步槍上，並在只保留著原有的後膛裝填機制及管狀彈倉的前提下於1860年衍生出亨利步槍。在同年，克里斯托弗·斯賓塞也開發出採用類似的槓桿式槍機操作和內置式管狀彈倉供彈的斯賓塞步槍。
由於當時大部份的步槍都是以單發裝填的前裝槍或早期膛裝式後裝槍為主，這意味著每次只能裝填一發子彈，而內置式管狀彈倉卻可一次裝填多發子彈，再配合槓桿式槍機的快速上膛／退膛，令這些連珠步槍在火力持續性上遠遠超越單發步槍。因此這些設計原素在當代對輕兵器界來說無疑是一種突破性的創新。而斯賓塞步槍和亨利步槍均參與過南北戰爭和印第安戰爭，並已被證實為有效的武器。然而，槓桿式步槍也有不少缺點，較顯著的是較初的型號因內部設計問題而無法使用高膛壓子彈，只能發射裝藥量較小的大口徑手槍子彈（最早期的型號更未開始採用定裝彈），因此與傳統軍用步槍相比下射程與威力較遜，而且也不利於臥射。
後來生產亨利步槍的紐黑文武器公司於1866年改組為溫徹斯特連發武器公司，並對該槍進行改良，衍生出溫徹斯特1866型，溫徹斯特步槍的首個型號因而誕生。
在舊西部時期，溫徹斯特步槍經常出現在牛仔、槍手、執法人員和不法份子手中，並與那些舊型號單動式轉輪手槍一起並存。
儘管不太流行於軍事用途，溫徹斯特步槍仍然曾獲得少數外國軍隊的採用，並曾多次投入過實戰。比較著名的是發生於1877年的俄土戰爭。
當時的奧斯曼帝國軍隊裝備了一定數量的溫徹斯特1866型步槍，並以壓倒性的優勢重創了裝備舊式單發步槍的沙俄軍隊。
在19世紀末，因應無煙火藥的出現，發射大威力尖頭子彈的步槍也相繼面世，由於這種子彈在管狀彈倉中很易引起走火危險，槓桿式步槍一般無法裝填，令它們逐漸失去在戰場上的優勢，並開始顯露出性能落後和火力不足等總總缺點。儘管後來白朗寧研製出溫徹斯特1895型解決了上述問題，能夠發射裝填無煙火藥的高膛壓尖頭子彈，卻也因其槓桿式設計而不利於臥射，而且使用盒狀彈倉供彈大大的限制了載彈量，實際上跟使用尖頭子彈的盒狀彈倉供彈栓式軍用步槍相比並没有太大優勢，再加上該槍生產格價比栓式步槍昂貴，因此於一次大戰後在軍隊中完全失去市場。
儘管如此，溫徹斯特步槍至今仍然是一種流行於民用市場的槍械，並常見於牛仔射擊運動，因此還推出了重製版本。

## 衍生槍種
1883年起，約翰·白朗寧與溫徹斯特連發武器公司開始建立合作夥伴關係，白朗寧更研製了使用槓桿式槍機操作的溫徹斯特1887型霰彈槍。然而槓桿式槍機並不大適合用於霰彈槍，會容易導致拋殼和上膛不順，加上在19世紀末，槓桿式槍械開始逐漸失去市場。為此白朗寧便研製了以更可靠的泵動式槍機操作的霰彈槍，從此成為霰彈槍的主流設計之一。

## 型號
以下是溫徹斯特連發武器公司已推出的各種溫徹斯特槓桿式步槍：

### 溫徹斯特1866型

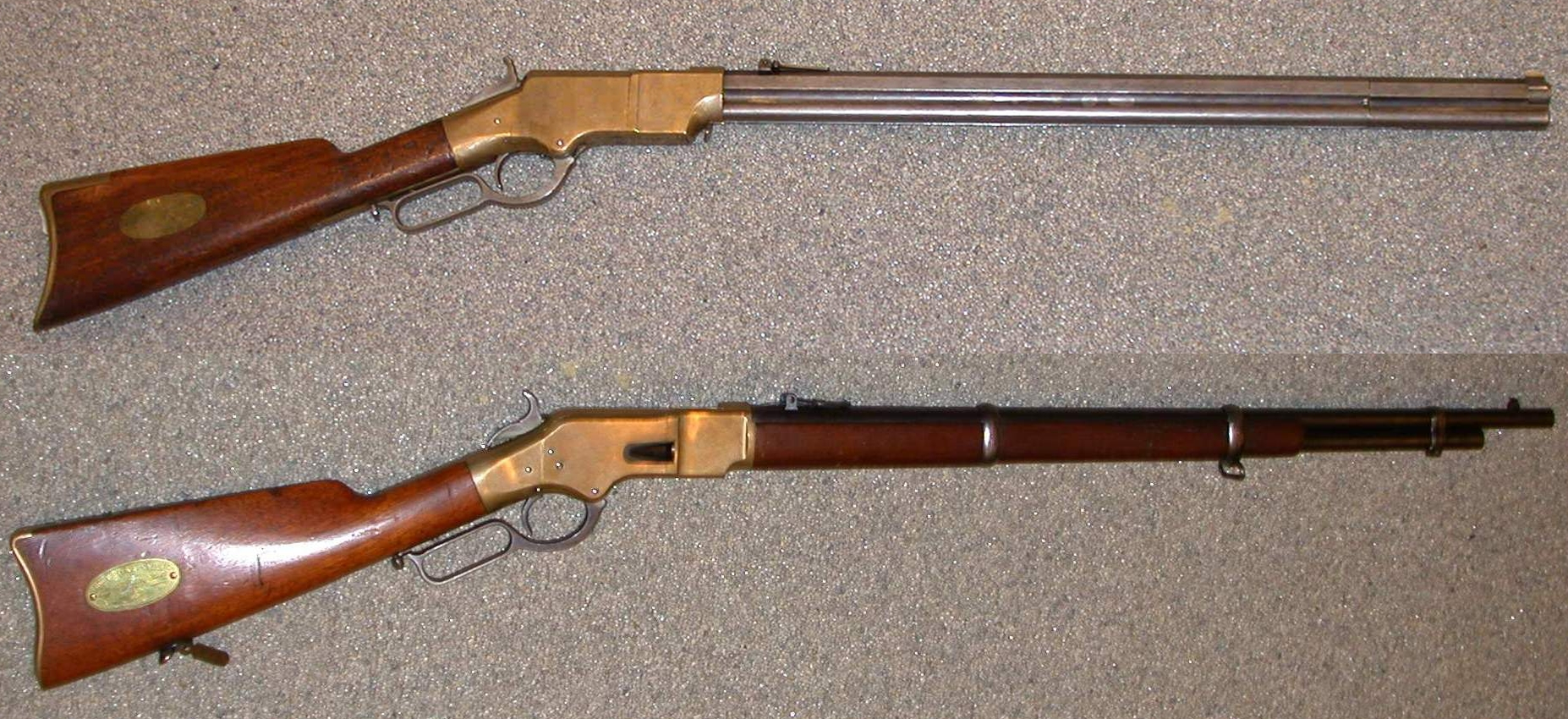
亨利步槍（上）與溫徹斯特1866型（下）

溫徹斯特步槍的首個型號，它是由亨利步槍稍作改良而成，其中最顯著的是在槍管下增加了一條護木，以令射手能夠更方便的握持武器。另外也在機匣右邊新增了一個入彈孔，好讓使用者能夠更容易的裝填子彈。溫徹斯特1866型發射凸緣式底火的.44亨利子彈，機匣由炮銅（Gunmetal，青銅的一種）製成，因此通常被暱稱為「黃色小子」（Yellow Boy），該槍以堅固耐用而聞名。法國於普法戰爭期間訂購了6,000支1866型步槍和450萬發.44亨利子彈。而奧斯曼帝國也在1870-71年期間訂購了45,000支步槍和5000支卡賓槍，這些步槍被用於1877年俄土戰爭，在圍攻普列文期間，寡不敵眾的土軍士兵就是以1866型步槍對使用各種單發步槍的俄軍士兵造成四倍多的傷亡，迫使俄羅斯在戰後開始研發新的步槍。

### 溫徹斯特1873型

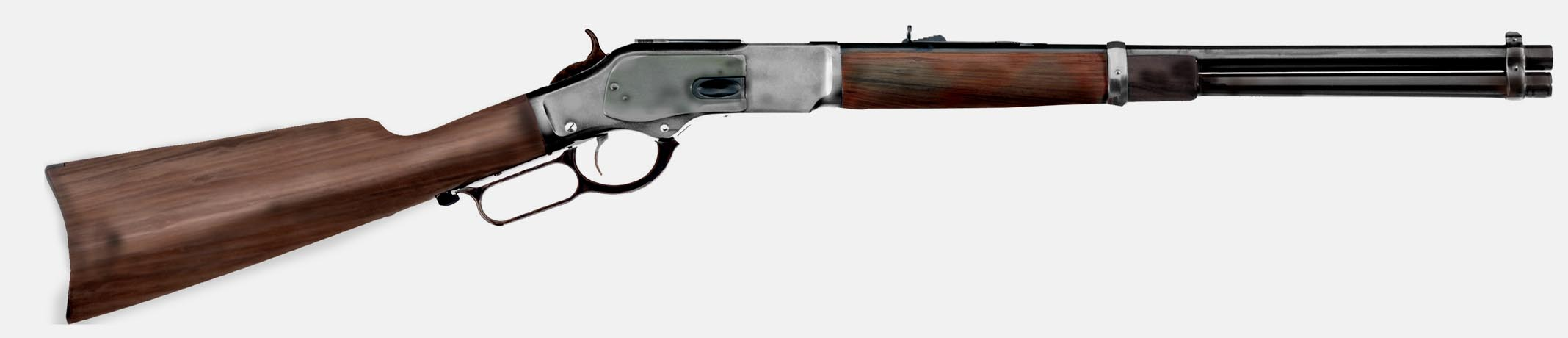
溫徹斯特1873型

1873型是温徹斯特步槍當中最成功的型號，該槍跟柯爾特單動式陸軍轉輪手槍一樣都有著“一把贏得西部的槍”（The Gun that Won the West）的稱號，並是西部電影和劇集當中最為廣泛出現的槓桿式連發步槍之一。該槍在1873到1919年期間投入生產。最初的型號是發射.44-40口徑子彈，但後來也推出了.38-40和.32-20口徑的版本。這些都是當代相當流行的手槍口徑，故此這能夠讓用戶的手槍和步槍共用同一種彈藥。1873型有3個版本，分別是：24寸槍管步槍型、20寸槍管卡賓槍型，以及一種使用全尺寸軍用步槍槍托的“Musket”型（並不是真正的滑膛槍）。其中最受歡迎的是卡賓槍型，這是因為它們槍身較短，以至便於攜帶和操作。而“Musket”型產量最少，只佔總生產量低於5-10%。由於出現供彈問題，原廠的1873型並未提供使用軍規.45柯爾特彈的版本，不過一些現代重製型卻可使用這種彈藥。温徹斯特在1873型的成功也令其競爭對手柯爾特開始生產單動式陸軍的.44-40口徑版本，該版本叫做“邊疆型”（Frontier Model）。直至生產結束前，温徹斯特一共生產了超過720,000支1873型。而現在於市場上仍然可找到1873型的現代重製版本。

### 溫徹斯特1892型

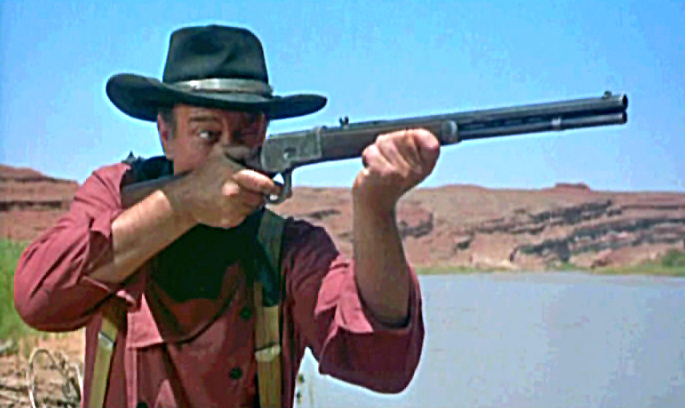
約翰·韋恩在電影《搜索者》中所使用的溫徹斯特1892型

雖然1892型是西部時代后出現，但因爲1892型步槍一直制造直到1945年，1892型步槍常常在西部片代替1866型和1873型。約翰·韋恩在著名的數十部電影中使用1892型，并把步槍改用一個有特大圈環的槓桿，使轉槍更加容易。

#### “馬腿”
“馬腿”（Mare's Leg）是把槍托和槍身截短的1892型步槍，總長度只有24英寸，是史提夫·麥昆在他出演的西部片中常常出現，最早起源自1958年美國電視劇《Wanted Dead or Alive》中麥昆所扮演角色喬什·蘭德爾使用的特製型溫徹斯特1892型，除了槍身和槍托被削短外，該槍還配備了加大型槓桿（以便於單手轉槍退膛）及短槍管。真實版和電影版不同，是由廠家根據原本的馬腿的尺寸，把槍托、槍身「制造」成較短的尺寸，並發射.357麥格農或.44麥格農手槍子彈，美國槍械法令要求擁有“截短步槍”需要特别许可证，但如果是廠家特製和用手槍子彈，便可以把“馬腿”當作手槍。除了收藏家外，在一些允許用步槍狩獵，但不允許用手槍狩獵的國家（如：加拿大），“馬腿”是一把便於攜帶、在鄉野防熊的槍。

### 溫徹斯特1895型

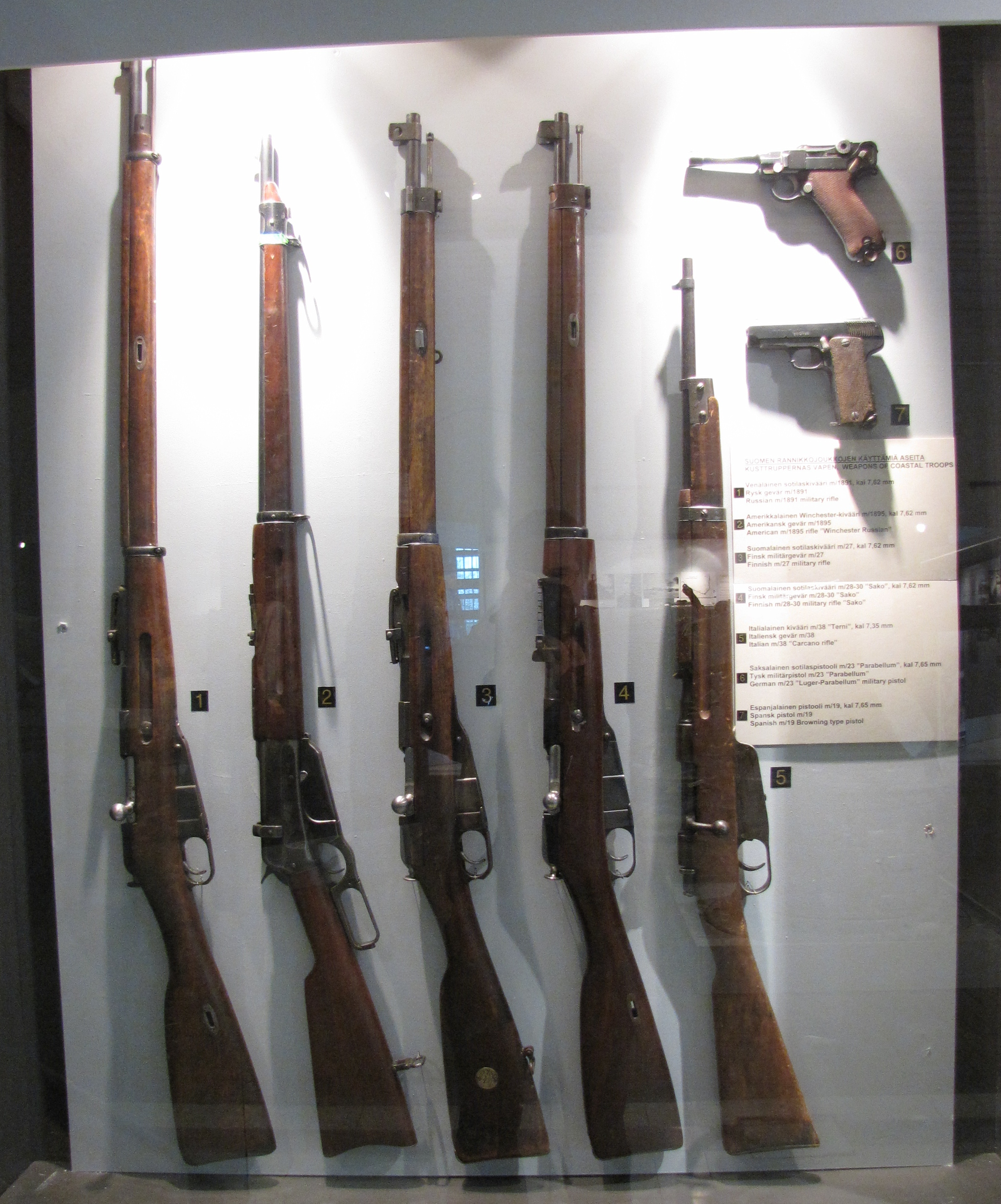
芬蘭海岸砲兵部隊於二戰期間裝備過的槍械，左邊第二枝步槍為溫徹斯特1895型

溫徹斯特1895型為約翰·白朗寧所研製（亦是他設計的最後一款槓桿式步槍），跟先前的型號最大區別為此槍經過改良以對應各種高膛壓尖頭步槍子彈，並由原來的管狀彈倉改成常見於栓式步槍的盒狀彈倉，載彈量為4發或5發。另外由於要配合無煙火藥，因此該槍亦是溫徹斯特連發武器公司所生產過最堅固的槓桿式步槍，但以現今標準來說仍然是不夠堅固，並不適合裝填更高膛壓的現代子彈。該槍有多種口徑，當中包括了俄羅斯制式7.62×54mmR、英國制式英式.303彈和美國制式.30-40 Krag、.30-03春田步槍彈及.30-06春田步槍彈等。
1915—1917年間沙俄軍隊訂購了300,000把M1895，他們要求這些步槍必須為7.62×54mmR口徑，並能夠使用與莫辛-納甘步槍相同的彈夾條供彈。這些俄羅斯版本步槍有著比原槍更長的槍管及護木，並新增了一個刺刀座。它們曾裝備於芬蘭及波羅的海地區的俄軍士兵，尤其是拉脫維亞步槍兵。後來在西班牙內戰期間，蘇聯向西班牙共和黨人提供了至少9,000枝溫徹斯特1895型作軍援。除了沙俄採用以外，美國、英國、芬蘭（繼承自沙俄）和墨西哥等國家亦曾經採用。
美軍曾訂購10,000枝.30-40卡拉格口徑的M1895以用於美西戰爭，然而在這些步槍運到前該場戰爭已經結束。美軍版本的M1895在機匣上刻有“U.S.”的字眼，它們有著跟M1895李氏海軍步槍相似的槍托，並配備其8寸長的短刺刀。槍上的許多部件均刻有"K.S.M."的字眼。其中有100枝步槍於美菲戰爭期間裝備於第33志願步兵團以作實戰測試。結論是美軍認為他們使用的卡拉格·約根森步槍為更合適的軍用武器。因此他們把餘下的9,000枝步槍出售予M.哈利公司，並於1906年運到古巴。當中有部份步槍曾賣到墨西哥裝備潘喬·比利亞的部隊。
歷任美國總統西奧多·羅斯福曾於1909年前往東非打獵期間攜帶了兩枝.405溫徹斯特口徑的M1895步槍。
.30-06春田及.30-40卡拉格口徑的M1895步槍曾經廣泛地裝備亞利桑那州騎警司和德州騎警司。
在二次大戰期間亦有發現為納粹德國的人民衝鋒隊所使用。
目前溫徹斯特1895型的現代版本由日本彌勒株式會社生產。

### 其他
- 溫徹斯特1876型
- 溫徹斯特1886型
- 溫徹斯特1894型
- 溫徹斯特88型
- 溫徹斯特9422型

## 使用國
- 加拿大
  - 加拿大皇家騎警（M1876）
- 芬兰
  - 芬蘭國防軍（M1895；繼承自舊沙俄政權）
- 法蘭西第二帝國
  - 法國武裝部隊（M1866）
- 法蘭西第三共和國
  - 法國武裝部隊（M1894）
- 納粹德國
  - 人民衝鋒隊（M1895）
- 墨西哥
- 奥斯曼帝国
  - 奧斯曼帝國軍隊（M1866、M1873）
- 大清
  - 清軍（M1866，命名為“十三太保”）
- 俄罗斯帝国
  - 俄羅斯帝國軍隊（英语：Military of the Russian Empire）（M1895）
- 苏维埃俄国
  - 工農紅軍（M1895；繼承自舊沙俄政權）
- 英国
  - 英國皇家海軍（M1892、M1894）
- 美国
  - 多個地方警察部門
  - 多個聯邦執法機構
  - 美國武裝部隊（M1894、M1895）

## 流行文化

### 電子遊戲
- 2021年—《應徵入伍》：在遊戲中以M1866型（盟軍活動獎勵）和M1895型（蘇聯科技樹解鎖）使用。

## 另見
- 溫徹斯特1887型
- 馬提尼-亨利步槍
- 史奈德步槍
- 夏普斯步槍（英語：Sharps rifle）
- 夏普斯步槍製造公司（英语：Sharps Rifle Manufacturing Company）

## 外部連結
- 官網 （页面存档备份，存于）
- The Winchester Arms Collectors Association, Inc.（WACA）is a non-profit corporation dedicated to the preservation of all Winchester produced and related items （页面存档备份，存于）
- Winchester 1860 Henry Rifle （页面存档备份，存于）
- Winchester 1873 Sporting rifle （页面存档备份，存于）
- Pump-action shotgun: internal workings are quite similar to the winchester-shotgun （页面存档备份，存于）